# Centaurea tauscheri
Centaurea tauscheri là một loài thực vật có hoa trong họ Cúc. Loài này được A.Kern. mô tả khoa học đầu tiên năm 1872.